# Медаль Изитваландве
Медаль Изитваландве (коса Isitwalandwe Medal) — высшая награда АНК. В переводе «Изитваландве» означает «тот, кто носит перья редкой птицы». Вручается за выдающиеся заслуги.

## Награждённые
- 1955	Юсуф Даду
- 1955	Тревор Хаддлстон
- 1955	Альберт Лутули
- 1975	Мозес Котане
- 1980	Гован Мбеки
- 1980	Амброз Ривз
- 1982	Лилиан Нгойи
- 1992	Гарри Гвала
- 1992	Хелен Джозеф
- 1992	Ахмед Катрада
- 1992	Нельсон Мандела
- 1992	Раймонд Мхлаба
- 1992	Уилтон Мквайи
- 1992	Эндрю Мланджени
- 1992	Элиас Мотсоледи
- 1992	Уолтер Сисулу
- 1992	Оливер Тамбо
- 1994	Джо Слово
- 2004	Рэйчел Симонс
- 2008	Крис Хани
- 2014	Рувь Момпати
- 2014	Гертруда Шопе